# Hermann Weyl
Hermann Klaus Hugo Weyl (Elmshorn, Njemačka, 9. studenog 1885. - Zürich, Švicarska, 8. prosinca 1955.) njemački je matematičar, jedan od najvećih matematičara 20. stoljeća. Predstavnik je göttingenske matematičke škole u tradiciji Davida Hilberta i Hermanna Minkowskog.
Rođen je u Elmshornu blizu Hamburga. Studirao je matematiku i fiziku u Göttingenu i Münchenu (1904. - 1908.), doktorirao je kod Davida Hilberta 1908. Predavao je u Göttingenu, a zatim od 1913. u Zürichu na ETH-u gdje je radio s Einsteinom. Nakon kratkog boravka u Göttingenu (1930.-1933.), emigrirao je u Princeton u Institut za napredne studije gdje je ostao do umirovljenja 1951. Umro je u Zürichu 1955.
Weyl je bio poznat po svom književnom, poetskom stilu pisanja. Iz prvog braka imao je dva sina, a nakon smrti supruge 1948. oženio se Elenom Baer 1950.
- Teorija reprezentacije grupa - Postavio je temelje teorije reprezentacija kompaktnih grupa, što je omogućilo grupno-teorijski pristup kvantnoj mehanici.

- Teorija invarijantnosti mjerne jedinice - Godine 1918. uveo je koncept mjerne jedinice, pokušavajući modelirati elektromagnetska i gravitacijska polja kao geometrijska svojstva prostor-vremena.

- Riemannove površine - Godine 1913. objavio je „Koncept Riemannovih površina”, prvi koji je koristio opću topologiju za precizne temelje teorije.

- Osnove matematike - Razvio je konstruktivistički pristup analizi, kratko podržao Brauerov intuicionizam.

- Harmonijska analiza - Uveo je eksponencijalne zbrojeve u teoriju diofantskih aproksimacija, formulirao Weylov zakon za svojstvene vrijednosti Laplaceovog jednadžbenika.

- Matematička fizika - Objavio je utjecajnu knjigu „Prostor-vrijeme-materija” (1918.), radio je na vezi između opće relativnosti i elektromagnetizma.

Weyl je bio najbliži idealu univerzalnog matematičara poput Poincaréa ili Hilberta. Njegove ideje su od temeljne važnosti za teorijsku fiziku, kvantnu mehaniku i brojna područja matematike. Michael Attiyah rekao je da bi u bilo kojem području koje bi počeo istraživati otkrio da ga je Weyl već prethodio.